# 李基澤 (演員)
李基澤（： Lee Ki-taek，1994年10月26日—）是一名韓國男演員。2019年，以演出MV出道，後續在《In Seoul》、《僅7天的浪漫》、《美味請享用》等網路劇擔綱主演。2021年，憑藉《惡魔法官》跨足正劇，並於2023年的電視劇《我的Happy End》中首次擔綱正劇主演。

## 職涯
2019年12月，作為YG娛樂旗下藝人，憑藉和景收真搭擋演出白智榮演唱之單曲《討厭離別的傷痛，而不想再愛》（다시는 사랑하지 않고, 이별에 아파하기 싫어）的MV而出道。2020年1月31日，YG娛樂證實公開宣傳旗下5名新人演員，其中包含李基澤。
2020年5月，被選為網路電視劇《In Seoul》第2季的主演之一，扮演大學哲學系看板人物哲瘋。同年10月，參演了Kassy第3張EP《秋憶》（추억）的主打歌《幸福嗎》（행복하니）的MV。11月，被選為網路劇《僅7天的浪漫》（7일만 로맨스）第2季的主演之一，飾演人氣偶像團體成員徐道賢。
2021年5月，確定參演tvN土日劇《惡魔法官》，扮演男主角姜耀漢（池晟飾演）的影子助手K，該劇也是他首次演出的正劇。同年11月，加入KBS 2TV月火劇《花開時想月》演出陣容，飾演密酒組織成員泰善。
2022年，與模特兒崔鳶秀（최연수）共同擔任時尚企業韓世MK（한세엠케이）旗下品牌BUCKAROO的春夏廣告模特兒。同年，在KBS 2TV週末劇《三姐弟要勇敢》中飾演電視台PD志勳，和飾演龍實的張熙正詮釋姊弟戀。
2023年中旬，參演tvN與TVING共同企劃的短劇《O'PENing》，並於最後一單元《射向我》中登場，飾演高中射擊隊教練石始侖。9月，主演了BL劇《美味請享用》（본아페티），扮演廚藝精湛的鄰家男子尹秀，並與柳正勛（유정훈）攜手詮釋同性戀愛。同時，也敲定出演TV朝鮮周末迷你劇《我的Happy End》，扮演女主角徐才媛（張娜拉飾演）的神秘下屬尹席歐，該劇也是李基澤首次擔綱正劇主演。

## 作品

### 電視劇
| 年份    | 電視台                      | 作品                   | 角色                  | 備註        |
| ------- | --------------------------- | ---------------------- | --------------------- | ----------- |
| 2020    | - NAVER TV - YouTube - JTBC | 《In Seoul》           | 哲瘋                  | 第2季；主演 |
| 2020-21 | Seezn                       | 《僅7天的浪漫》        | 徐道賢                | 第2季；主演 |
| 2021    | tvN                         | 《惡魔法官》           | K                     |             |
| 2021-22 | KBS 2TV                     | 《花開時想月》         | 泰善                  |             |
| 2022-23 | KBS 2TV                     | 《三姐弟要勇敢》       | 元志勳                |             |
| 2023    | - tvN - TVING               | 《O'PENing—射向我》    | 石始侖                | 主演        |
| 2023    | - SeriesOn - Heavenly       | 《美味請享用》         | 李尹秀                | 主演        |
| 2023    | TV朝鮮                      | 《我的Happy End》      | 尹席歐（席歐·哈里斯） | 主演        |
| 2024    | - ENA - Genie TV            | 《星星閃耀的夜晚》     | 克里斯                |             |
| 2026    | JTBC                        | 《未婚男女的效率戀愛》 | 申志洙                | 主演        |

### MV
- 2019年：白智榮《討厭離別的傷痛，而不想再愛》
- 2020年：Kassy《幸福嗎》
- 2020年：率智《大概是因為今天下了雨》（오늘따라 비가 와서 그런가 봐）

## 外部連結
- 官方网站
- 李基澤的Instagram帳戶
- 李基澤在互联网电影资料库（IMDb）上的資料（英文）